# Bataille de Détroit
Pour l'épisode de la rébellion de Pontiac, voir Siège de Fort Détroit.
Guerre anglo-américaine de 1812
Batailles
- Bataille de l'île Mackinac (1812)
- Bataille de Fort Dearborn
- Bataille de Détroit
- Campagne du Niagara
- Bataille du moulin de Lacolle (1812)

- Bataille de Frenchtown
- Combat de la Shannon et de la Chesapeake
- Bataille de York
- Bataille de la rivière Thames
- Guerre Creek
- Bataille de la Châteauguay
- Bataille de la ferme Crysler

- Bataille de l'île Mackinac (1814)
- Incendie de Washington
- Bataille de Prairie du Chien
- Bataille de Baltimore

- Bataille de La Nouvelle-Orléans

La bataille de Détroit, aussi connue comme la reddition de Détroit, est une bataille de la guerre anglo-américaine de 1812 entre les Britanniques et leurs alliés Amérindiens contre les Américains. Les Britanniques étaient sous le commandement du major-général Isaac Brock et les Amérindiens sous celui de leur chef Shawnee Tecumseh. Ils utilisèrent la ruse et la stratégie pour une victoire contre des forces américaines supérieures en nombre. Les soldats américains étaient sous le commandement du brigadier-général William Hull. Le Fort Détroit, ainsi que la ville furent remis aux forces britanniques et canadiennes.
La victoire britannique encouragea les miliciens canadiens et les autorités civiles du Haut-Canada, qui, avant la victoire, étaient pessimistes et affectées par la propagande pro-américaine. Beaucoup d'Amérindiens vivant dans le Territoire du Nord-Ouest furent incités à prendre les armes contre les postes et les habitants américains. Les Britanniques et Canadiens tinrent Détroit pendant plus d'un an lorsque leur flotte du lac Érié fut défaite par la flotte américaine, qui les força à abandonner la frontière ouest du Haut-Canada.

## La bataille
Le 15 août, les artilleurs de la Marine provinciale (en) mettent en place une batterie constituée d'un canon de 18 livres, de deux de 12 livres et de deux mortiers sur la rive canadienne de la rivière Détroit et commencent à bombarder Fort Détroit, rejoints sur la rivière par deux vaisseaux armés (le General Hunter et la corvette Queen Charlotte). Dans les premières heures de la matinée du 16 août, les guerriers de Tecumseh traversent la rivière à environ 8 km au sud de Détroit. Ils sont suivis après l'aube par la force de Brock, divisée en trois petites brigades. La première est composée de 50 hommes de la Royal Newfoundland Fencibles et de quelques milices de Lincoln et de Kent ; la seconde se compose de 50 hommes du 41e Régiment et de milices de York, Lincoln, Oxford et Norfolk ; la troisième est formée à partir du corps principal du 41e (200 hommes) et de 50 hommes de la Royal Artillery avec cinq canons de campagne (trois de 6 livres et deux de 3 livres).
Au départ, Brock a l'intention d'occuper une position fortifiée dominant la ligne de ravitaillement de Hull et d'attendre que la famine et les bombardements ne forcent les Américains à se rendre ou à sortir pour se battre, mais il apprend ensuite que le jour précédent, Hull a envoyé un détachement de 400 hommes sous les ordres des colonels Cass et McArthur pour escorter le convoi de Brush vers Détroit via un sentier d'arrière-pays à une certaine distance du lac et de la rivière, et que ce détachement n'est plus qu'à quelques kilomètres de l'arrière britannique. (Hull avait envoyé des messagers pour rappeler cette force la nuit précédente, mais Cass et MacArthur avaient déjà monté le camp pour la nuit et ont refusé de bouger.) Pour éviter d'être pris entre deux feux, Brock avance immédiatement vers l'arrière de Fort Détroit, le côté le plus éloigné de la rivière où les défenses sont les plus fragiles. Pendant ce temps, les guerriers de Tecumseh paradent à plusieurs reprises devant une trouée de la forêt où les Américains peuvent les voir, tout en poussant de forts cris de guerre.
Comme le bombardement britannique commence à causer des pertes, Hull désespère de pouvoir tenir face à une force qui semble se composer de milliers de soldats réguliers britanniques et, entendant les cris de guerre indiens, commence à craindre un massacre. Femmes et enfants, incluant sa propre fille et l'un de ses petits-enfants, résident toujours dans le fort. Contre l'avis de ses subordonnés, Hull hisse un drapeau blanc de reddition. Il envoie des messagers à Brock lui demandant trois jours pour s'entendre sur les termes de la reddition. Brock lui répond qu'il lui accorde trois heures. Hull annonce la capitulation de la totalité de sa force, incluant le détachement de Cass et McArthur ainsi que le convoi de ravitaillement du major Brush.